# Eigenmannia trilineata
Eigenmannia trilineata é uma espécie de peixe sul-americano de água doce.